# RT-20
RT-20は、1990 年代半ばにクロアチア、リエカのMetallic社によって開発され、RH-Alan社によって販売された対物ライフルである。
その名称はクロアチア語で「20mm手持ち砲」を意味するRučni Top 20の頭文字である。

## 概要
セルビアのM-84およびT-72戦車の赤外線照準器を攻撃するために開発された口径20mmの単発ボルトアクション方式の大口径対物ライフルで、その大口径ゆえに2022年現在で南アフリカのダネル NTW-20やインドのen:Vidhwansakと並び、世界で使用されている中では最も強力な対物ライフルの1つである。
RT-20の最大の特徴は銃身そのものに反動軽減機能を備えていることで、ボルトアクションライフルと無反動砲、両者の特徴を併せ持つ特異な火器である。(ただし、実際には強烈な反動が発生する。)

## 特徴

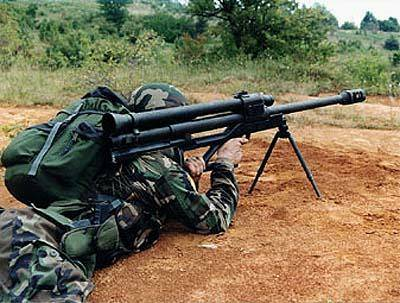
RT-20 射撃姿勢

RT-20が他のボルトアクション式大型狙撃銃と異なる特徴は、遊底が引金よりも後方にある“ブルパップ方式”の構成であることと、照準器とボルトハンドルの両方が銃本体の左側に配置されていることで、これに加えて最大の特徴として外見上は無反動砲に見える反動軽減機能を備えていることである。
ブルパップ式とすることで20mm口径の同様の弾薬を用いる他の対戦車 / 対物ライフルに比して全長を短くすることができ、単発ボルトアクション方式とすることで確実な作動機構を持ち、かつ全体を軽量にして運搬と運用を容易にしている。
一発ごとに再装填が必要となる単発式ボルトアクション式の銃の場合、この薬室位置とボルトハンドルの配置では射手単体では銃を構え直さなければ次弾の装弾が不可能だが、本銃では通常は射手と観測/装弾手のペアで運用することが前提となっているため、射手は装弾を他者に任せて照準のみに集中する。
本銃は既述のように単発・手動装弾の単純なボルトアクション方式の構造であり、銃床も独立銃把型（ピストルグリップ型）のスケルトン構造で、何らかの機構を用いた反動緩衝装置も備えていない。銃口部には大型の制退器を備えてはいるものの、通常これだけの大口径の火器をこのように軽量かつ単純な構造とした場合、大口径弾薬故の強力な反動を自重で吸収することができないうえ、衝撃を緩衝する機構がないために到底人間が肩付けで構えて射撃することができるようなものにはなり得ないが、本銃は銃身上に特殊なチューブがあり、このチューブは「銃身中央部のガスポートから装薬の燃焼ガスの一部を導入して後端のノズルから後方に噴射させることで反動を減少させる」構造になっており、20mmという大口径の弾薬を使用しながら、人間が肩付けに構えて射撃できる程度に反動を軽減することに成功している。ただし、弾薬やボルトに特別な設計がされている訳ではなく、ガスポートも銃身の途中に小さな穴が2つ空いているに過ぎないため、通常の無反動砲とは異なり、軽減していても反動は強烈である。
また、無反動砲と同様に装薬の燃焼ガスを後端から噴出するため、射撃時には後方の人員や物品に被害を与えないように留意しなければならず、壁などの物体が後方に近接している場合などの閉鎖空間もしくはそれに類する状況下では使用できない。また、目立つ後方噴射により射手の位置が敵に暴露されうることも欠点となる。しかし、RT-20では銃身上チューブ内にベンチュリ管を設けて通過するガスの量を少なく抑えているため、それらの悪影響は無反動砲に比べて深刻ではないとされる。
弾薬は20x110mmイスパノ弾を使用する。130グラム（2,006グレーン）の弾丸を銃口初速850m/sで発射し、マズルエネルギーは46,962.5ジュールにも及ぶ。対装甲目標用の徹甲弾の他に榴弾も用意されているため、装甲車両だけではなく陣地や建造物への攻撃、また地雷等の爆発物に対する遠距離からの銃撃処分にも使用できる。有効射程は標的の性質に依存するが、概ね2,000mである。

## 使用国
- クロアチア - 少数配備